# Reserva Biológica Estadual da Praia do Sul

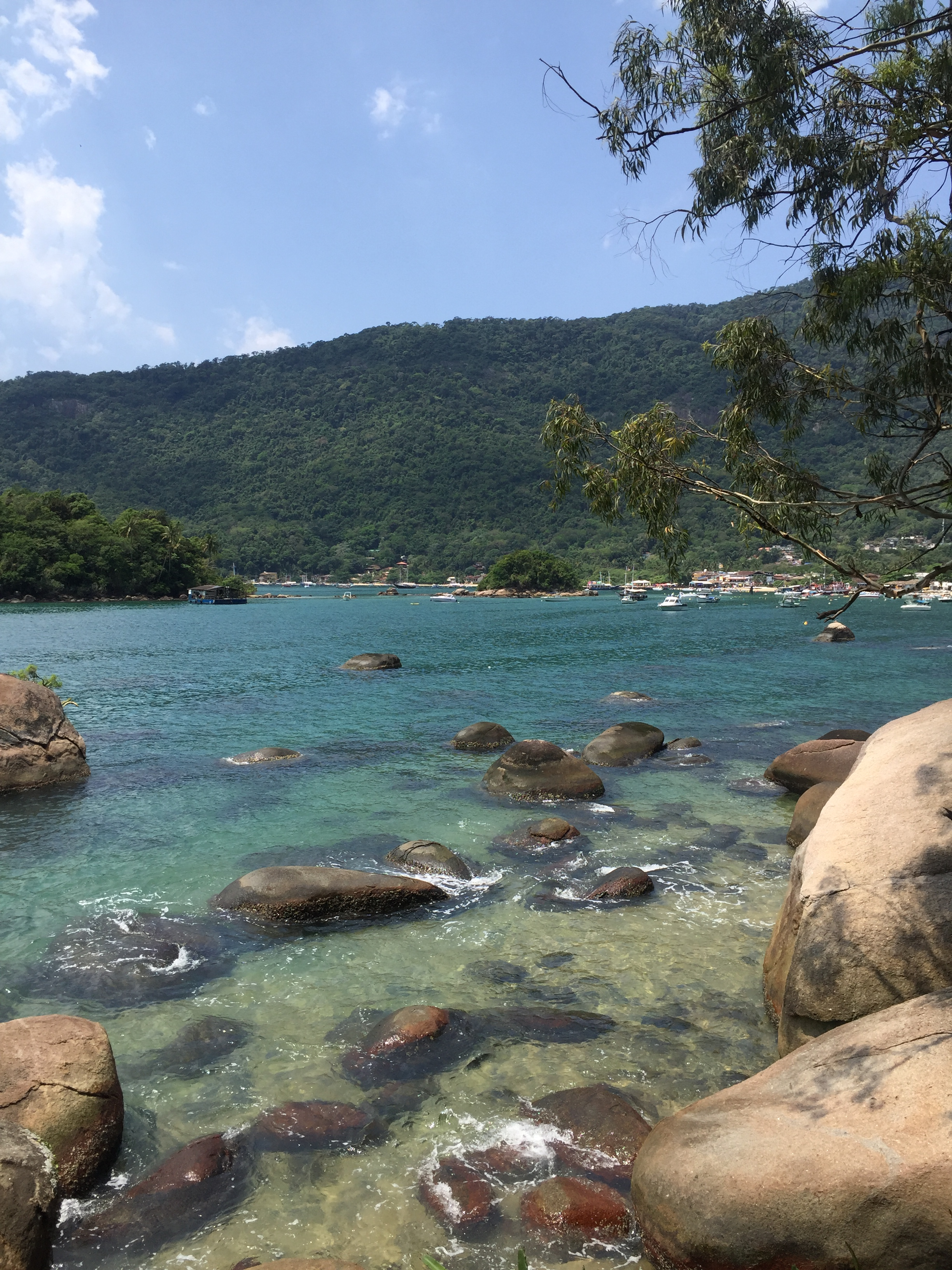
Foto da praia do Aventureiro,, Reserva de Desenvolvimento Sustentável do Aventureiro de nível Estadual, localizado (a) em Angra dos Reis

A Reserva Biológica Estadual da Praia do Sul foi criada em 1981 (Decreto n° 4.972 de 2 de dezembro de 1981). Está localizada na Ilha Grande e é administrada pelo Instituto Estadual do Ambiente (INEA). Consiste em uma categoria de unidade de conservação de proteção integral.
De acordo com o Sistema Nacional de Unidades de Conservação da Natureza (SNUC), a reserva tem como objetivo a preservação integral da biota e demais atributos naturais existentes em seus limites, sem interferência humana direta ou modificações ambientais, excetuando-se as medidas de recuperação de seus ecossistemas alterados e as ações de manejo necessárias para recuperar e preservar o equilíbrio natural, a diversidade biológica e os processos ecológicos naturais.

## Visitação
É proibida a visitação pública, exceto aquela com objetivo educacional, de acordo com regulamento específico.

## Pesquisa
A pesquisa científica depende de autorização prévia do órgão responsável pela administração da unidade e está sujeita às condições.

## Especificações
Existe um Termo de Compromisso para visitação na Vila do Aventureiro, que é assinada pelo visitante na TurisAngra (órgão da prefeitura Municipal de Angra dos Reis). Ali o visitante é informado das normas que regem a RBEPS e recebe uma pulseira para identificação.
Atualmente parte da Reserva Biológica Estadual da Praia do Sul, a Vila do Aventureiro está passando por um processo de recategorização para Reserva de Desenvolvimento Sustentável. Lá vive uma comunidade tradicional caiçara, com cerca de 100 pessoas, desde antes da criação da RBEPS. Seu sustento está baseado nas atividades de pesca e turismo. Recentemente, a discussão sobre sua situação legal foi intensificada pelo governo do estado do Rio de Janeiro, em uma tentativa de conciliar as políticas de conservação da natureza e o respeito ao modo de vida das populações tradicionais.

## Beleza e proteção
A Reserva Biológica Estadual da Praia do Sul abriga todos os ecossistemas litorâneos existentes no estado do Rio de Janeiro: restinga, costão rochoso, mangue, Mata Atlântica e lagunas. A reserva tem uma área de 3 600 hectares, abrangendo da Ponta da Parnaioca a Ponta dos Dragos e estendendo-se até a vertente das montanhas (divisores de mananciais).
As praias e lagunas do sul e do leste, o rio Capivari e a vegetação exuberante formam o conjunto mais bem preservado do Estado.
Além dos atributos naturais, a reserva protege sambaquis e sítios arqueológicos dos antigos habitantes da região, conhecidos como “fabricantes de machados da Ilha Grande”. A sede da Reserva Biológica Estadual da Praia do Sul encontra-se na Vila do Aventureiro. As praias e lagunas da reserva não estão abertas à visitação. Em sua área somente é permitida a pesquisa científica e atividades de cunho educacional, quando autorizadas pelo INEA. A administração é feita pelo Parque Estadual da Ilha Grande e a sede fica na Vila do Abraão.